# Torneo Conde de Godó 2004
El Torneo Conde de Godó 2004 fue la edición número cincuenta y dos del Torneo Conde de Godó. Se celebró desde el 24 de abril hasta el 2 de mayo, de 2004.

## Campeones

### Individual
Tommy Robredo vence a  Gastón Gaudio, 6–3, 4–6, 6–2, 3–6, 6–3

### Dobles
Mark Knowles /  Daniel Nestor vencen a  Mariano Hood /  Sebastián Prieto, 4–6, 6–3, 6–4